# Molophilus xanthus
Molophilus xanthus är en tvåvingeart som beskrevs av Alexander 1955. Molophilus xanthus ingår i släktet Molophilus och familjen småharkrankar. Inga underarter finns listade i Catalogue of Life.